# Juho Heiskanen
Juho Henrik Heiskanen (ur. 18 grudnia 1889 w Pielisensuu, zm. 11 grudnia 1950) – fiński wojskowy (generał), dowódca różnych jednostek wojskowych w okresie przedwojennym, dowódca IV Korpusu Armijnego, a następnie zastępca inspektora generalnego fińskich sił zbrojnych i jednocześnie szef prac fortyfikacyjnych przy najwyższym dowództwie podczas wojny zimowej 1939–1940, komendant garnizonu Viipuri, a następnie oficer do zadań specjalnych przy inspektorze generalnym wyszkolenia wojskowego podczas wojny kontynuacyjnej 1941–1944.

## Życiorys
W 1911 r. ukończył szkołę średnią. Do 1914 r. studiował prawo na uniwersytecie w Helsinkach. W lutym 1915 r. przyjechał do Niemiec, gdzie wstąpił ochotniczo do 27 Królewskiego Pruskiego Batalionu Jegrów, w którym służyło wielu Finów. Po powrocie do Finlandii został w październiku 1916 r. aresztowany w Jyväskylä przez carską żandarmerię i osadzony w więzieniu w Piotrogradzie. Podczas rewolucji październikowej 1918 r. został uwolniony, po czym przyjechał do Finlandii. Uczestniczył w fińskiej wojnie domowej jako dowódca batalionu piechoty. Od 1924 r. dowodził Pułkiem Tampere, od 1927 r. 3 Dywizją Piechoty, zaś od 1928 r. Brygadą Jegrów. W latach 1930–1931 szkolił się w Akademii Wojskowej w Sztokholmie. W 1934 r. został dowódcą 2 Dywizji Piechoty, zaś w 1934 r. 3 Dywizji Piechoty. Po ataku ZSRR na Finlandię 30 listopada 1939 r., objął dowództwo IV Korpusu Armijnego w składzie Armii Przesmyku Karelskiego. Z powodu błędów w dowodzeniu został odwołany przez głównodowodzącego fińskimi siłami zbrojnymi marsz. Carla Gustafa Mannerheima z zajmowanej funkcji. Następnie był zastępcą inspektora generalnego fińskich sił zbrojnych i jednocześnie szefem prac fortyfikacyjnych przy najwyższym dowództwie. Podczas wojny kontynuacyjnej w latach 1941–1944 był krótko komendantem garnizonu Viipuri, a następnie oficerem do zadań specjalnych przy inspektorze generalnym wyszkolenia wojskowego. Po zakończeniu wojny odszedł z armii.

## Odznaczenia
- Krzyż Komandorski Orderu Białej Róży Finlandii[1]
- Order Krzyża Wolności II Klasy[1]
- Medal Pamiątkowy Wojny Zimowej z Mieczami[1]
- Krzyż Żelazny II Klasy[1]
- Krzyż Honorowy dla Walczących na Froncie[1]